# روز جهانی اقدام اقلیمی ۲۰۲۰
روز جهانی اقدام اقلیمی ۲۰۲۰ (انگلیسی: Global Day of Climate Action 2020) یک اقدام عملی مستقیم جهانی است که در ۲۵ سپتامبر ۲۰۲۰ توسط اعتصاب مدارس برای اقلیم و سایر سازمان‌های فعال مانند اعتصاب جوانان برای اقلیم و سازمان زیست‌محیطی  350.org سازماندهی شد. این اعتراض به عنوان بخشی از فعالیت‌ روزهای جمعه‌ برای آینده است که با هدف جلب توجه جهانیان در مورد تأثیر تغییرات اقلیم و افزایش آگاهی در مورد افزایش انتشار سریع گازهای گلخانه‌ای در سراسر جهان انجام می‌شود.

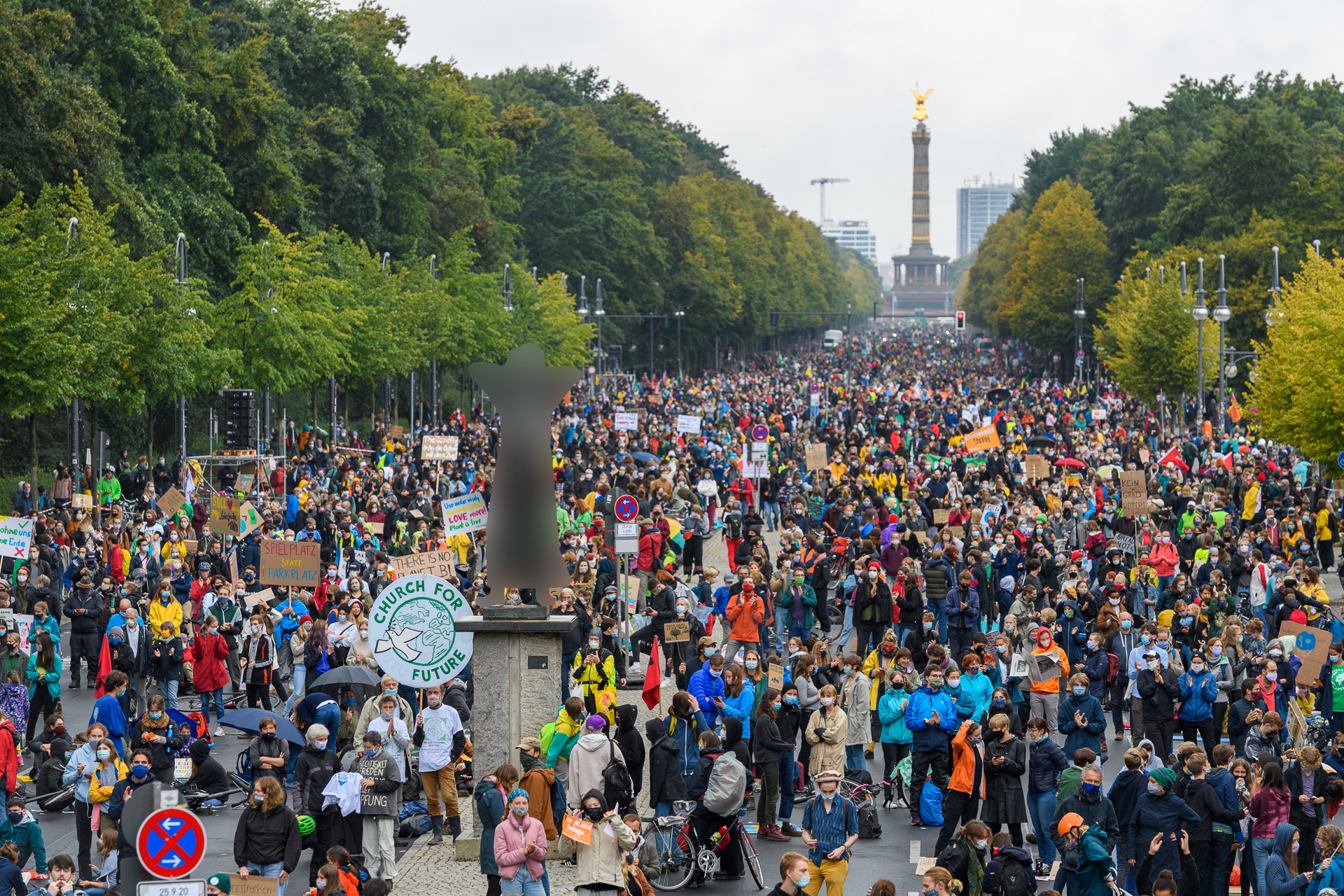
اعتراض در برلین، ۲۵ سپتامبر ۲۰۲۰

هزاران شهر برنامه‌ها و تظاهراتی را برای تشویق به اقدامات مشخص جهت مبارزه با بحران اقلیمی و اعتراض به حق جوانان برای آینده برگزار کردند. بر اساس آمار این رویداد، شرکت کنندگان به شرح زیر بودند: ۱۵۴ کشور، ۲۳۶۲ شهر، و ۳۶۱۵ رویداد. با این حال، ادعا می شود که تعداد شرکت کنندگان به دلیل قوانین کووید محدود بوده است.